# فرودگاه دانویل
فرودگاه دانویل (به انگلیسی: Dunnville Airport) یک فرودگاه همگانی است که یک باند فرود آسفالت دارد و طول باند آن ۷۳۲ متر است. این فرودگاه در کشور کانادا قرار دارد و در ارتفاع ۱۸۳ متری از سطح دریا واقع شده است.